# Cantón de Naranjo
Cantón de Naranjo är en kanton i Costa Rica.   Den ligger i provinsen Alajuela, i den centrala delen av landet, 40 km nordväst om huvudstaden San José.